# 聖戰士 (VOLTRON)
《战神金刚》（Voltron）為美國世界節目製作公司（WEP）於1984年將日本東映製作的兩部巨大機器人作品，買下其版權後合併改編而成的作品名稱，部份劇情為重新製作。所囊括的作品如下：
- 《百獸王》（百獣王ゴライオン）
- 《機甲艦隊》（機甲艦隊ダイラガーXV）

香港亞洲電視曾以《金剛戰神》之名在本港台播出，英文原版於國際台播出；台灣引入時譯為《聖戰士》，在無線視台播畢數年後，又有有線電視頻道曾購入中國大陸配音版本的《戰神金剛》重播。
另外《光速電神》（光速電神アルベガス）的玩具，也有以「Voltron Ⅱ」名義販售商品，但動畫卻並未實際在美國播出。